# Referenda w Nowej Zelandii w 2015 i 2016 roku

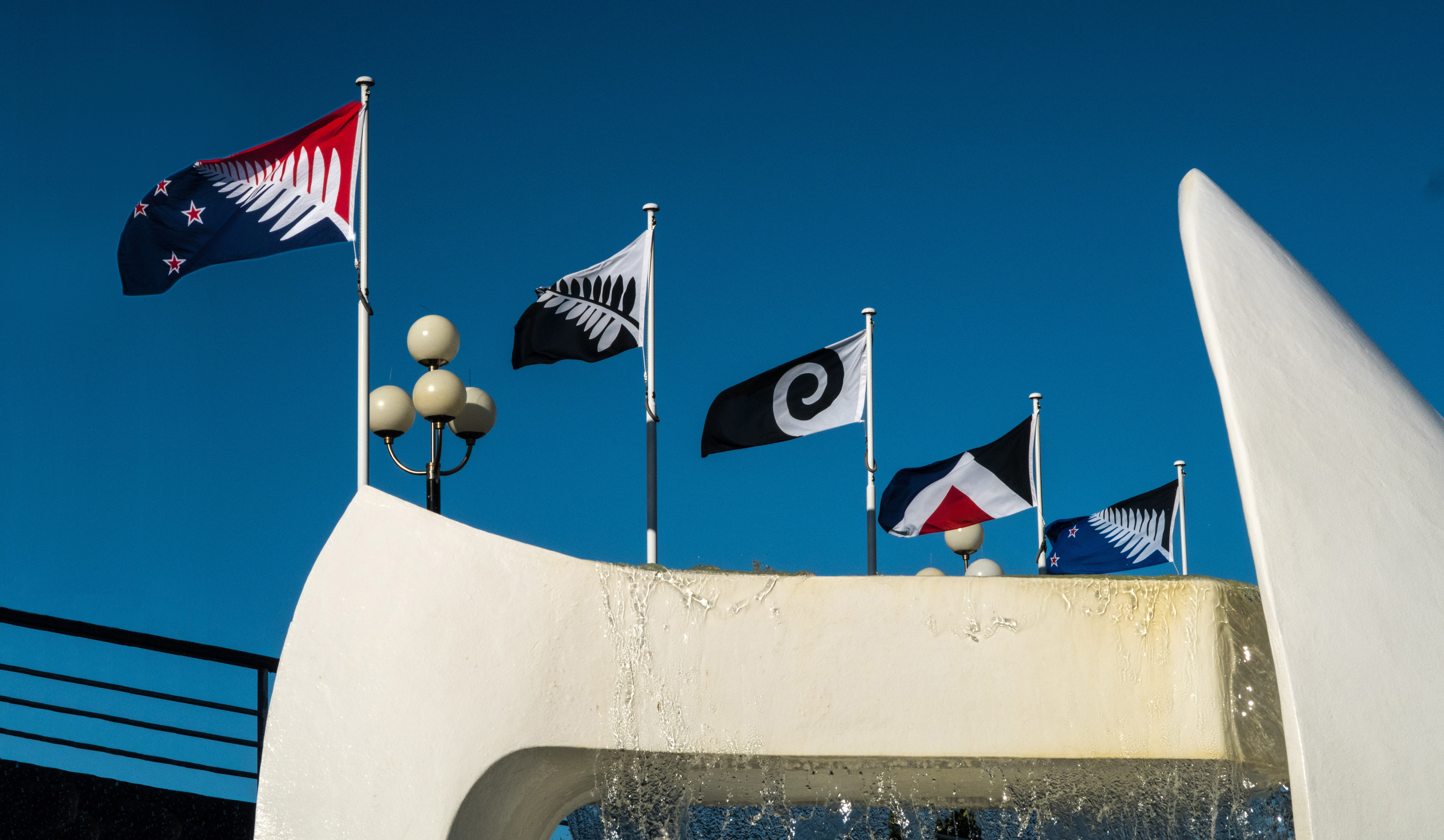
Pięć finałowych propozycji wywieszonych w Wellington w czasie pierwszego referendum

Referenda w Nowej Zelandii w 2015 i 2016 roku – dwa referenda zorganizowane przez gabinet Nowej Zelandii w celu rozstrzygnięcia kwestii ewentualnej zmiany flagi państwowej. W pierwszym referendum, w którym głosowanie odbyło się w dniach 20 listopada – 11 grudnia 2015 r. zadano pytanie „Gdyby flaga Nowej Zelandii miała ulec zmianie, który wzór by Państwo wybrali?”. W drugim głosowaniu, które przeprowadzono w dniach 3–26 marca 2016 r., Nowozelandczycy wybierali pomiędzy dotychczasową flagą a projektem, który zwyciężył w pierwszym referendum.
Cały proces spotkał się dość powszechną krytyką, zaś nowozelandzkie społeczeństwo nie wykazywało większego zaangażowania w poruszane kwestie.

## Tło
W Nowej Zelandii od dłuższego czasu toczyła się debata w sprawie tego, czy flaga państwowa wymaga zmiany. Przez lata zwolennicy zmiany przedstawiali rozliczne propozycje wzorów, które zyskiwały poparcie różnych grup społecznych. Nie zdołano jednak osiągnąć porozumienia i wysunąć jednego projektu, który mógłby zastąpić dotychczasową flagę opartą na brytyjskiej Niebieskiej Banderze.
W styczniu 2014 roku premier John Key wysunął propozycję przeprowadzenia referendum w sprawie zmiany flagi równocześnie z wyborami parlamentarnymi w 2014. Pomysł ten spotkał się z mieszanymi reakcjami. Następnie w marcu Key ogłosił, że w przypadku ponownego wyboru Partii Narodowej, w ciągu kolejnych trzech lat zostanie zorganizowane referendum rozstrzygające kwestię ewentualnej zmiany flagi państwowej. Po zwycięstwie wyborczym Partii Narodowej ogłoszono szczegóły planowanego referendum.

### Skutki prawne
Przewidziano, że skutki obu referendów będą wiążące, co oznacza, że propozycja z lepszym wynikiem w drugim referendum miała zostać (lub pozostać) oficjalną flagą państwową Nowej Zelandii. Gdyby w głosowaniu padł mało prawdopodobny remis, flaga pozostałaby bez zmian.
W przypadku wyboru nowego wzoru flagi, o ile nie zostałyby zgłoszone zastrzeżenia w kwestii własności intelektualnej czy ważności wyborów, w ciągu sześciu miesięcy od ogłoszenia wyników głosowania (lub wcześniej na mocy rozporządzenia królewskiego, „Order in Council”, wydanego przez gubernatora generalnego) automatycznej nowelizacji uległaby Ustawa o ochronie flag, znaków i nazw z 1981 roku.
Wynik referendum nie miał wpływu na herb państwa (który również zawiera flagę – w ręku jednego z trzymaczy), flagę Maorysów czy flagi krajów stowarzyszonych (Niue i Wysp Cooka). Zmianie nie miały także ulec Czerwona Bandera (handlowa), Biała Bandera (wojenna), flaga policji czy straży pożarnej, które oparte były na dotychczasowej fladze państwowa. Niezmieniony miał pozostać także status Nowej Zelandii jako monarchii konstytucyjnej w ramach Wspólnoty Narodów.

### Użycie i legalność dotychczasowej flagi
W przypadku zmiany flagi, używanie dotychczasowej flagi państwowej, którą określono jako „uznawaną za flagę o historycznej doniosłości” nadal byłoby zgodne z prawem. Przewidziano, że stare flagi, podobnie jak mundury, będą wymieniane w miarę zużycia. Również dokumenty urzędowe zawierające obraz flagi Nowej Zelandii ulegałyby wymianie wraz z końcem okresu ważności (np. prawo jazdy po upływie 10 lat).
Okrętom państwowym oraz cywilnym jednostkom wywieszającym dotąd flagę państwową zamiast nowozelandzkiej Czerwonej Bandery zakreślono okres sześciu miesięcy od wprowadzenia przepisów przejściowych, w trakcie którego należałoby dostosować się do nowego wzoru flagi. Ewentualna zmiana flagi pozostałaby bez wpływu na okręty wywieszające dotychczas Czerwoną lub Białą Banderę.

## Koszty zmiany
W ramach przygotowań do procesu gabinet Nowej Zelandii oszacował, że wymiana flag wywieszanych przed urzędami państwowymi oraz mundurów sił zbrojnych zawierających dotychczasową flagę pochłonęłaby ok. 2,69 mln dolarów nowozelandzkich. Kwota ta nie objęła wymiany flag wywieszanych na okrętach państwowych, lotniskach, portach, placówkach pocztowych czy stacjach kolejowych. Nie udało się też oszacować potencjalnego kosztu wymiany wzorów opakowań, strojów, materiałów marketingowych, pamiątek, flag prywatnych i tych w sektorze sportowym. Gabinet zapowiedział, że nie będzie rekompensował kosztów poniesionych przez podmioty prywatne z tytułu zmiany flagi.

## Proces przedreferendalny

### Zespół ponadpartyjny
Niedługo po ogłoszeniu referendum liderzy ugrupowań politycznych zostali zaproszeni do uczestnictwa w ponadpartyjnym zespole, który miał zaopiniować projekty przepisów pozwalających na przeprowadzenie głosowania, a także wskazać w połowie lutego 2015 roku kandydatów do kolejnego ciała, Panelu ds. rozpatrzenia kwestii flag. W skład zespołu weszli: Bill English (minister finansów i przewodniczący zespołu), Trevor Mallard (przedstawiciel Partii Pracy), Kennedy Graham (przedstawiciel Zielonych), Marama Fox (przedstawicielka Māori Party), David Seymour (przedstawiciel ACT) i Peter Dunne (przedstawiciel United Future). Partia Najpierw Nowa Zelandia odmówiła wejścia w skład zespołu.

### Panel ds. rozpatrzenia kwestii flag
Panel ds. rozpatrzenia kwestii flag („Flag Consideration Panel”) był oddzielnym gronem „szanowanych Nowozelandczyków” reprezentatywnych ze względu na wiek, region, płeć i pochodzenie etniczne. Prace Panelu sprowadzały się do upowszechniania idei referendów, przyjmowania propozycji wzorów flagi oraz uwag opinii publicznej, a także wytypowania czterech projektów, które miały zostać poddane pod głosowanie w pierwszym referendum. Konsultacje społeczne przeprowadzono od maja do czerwca 2015 roku. Członkowie Panelu, zgodnie z deklaracjami, mieli konsultować się z weksylologami i projektantami, dzięki czemu miano uzyskać projekty wysokiej jakości, które bez dalszych przeszkód można by było procedować dalej. W skład Panelu weszli:
- przewodniczący: John Burrows – były wicekanclerz University of Canterbury,
- wiceprzewodnicząca: Kate De Goldi – pisarka,
- Nicky Bell – dyrektor wykonawczy nowozelandzkiego oddziału agencji reklamowej Saatchi & Saatchi,
- Peter Chin – były burmistrz Dunedin,
- Julie Christie – producentka telewizyjna,
- Rod Drury – dyrektor wykonawczy przedsiębiorstwa komputerowego Xero,
- Beatrice Faumuina – była dyskobolka,
- Rhys Jones – były dowódca nowozelandzkich sił zbrojnych,
- Stephen Jones – członek młodzieżowej rady miasta Invercargill,
- Brian Lochore – były trener reprezentacji rugby,
- Malcolm Mulholland – wykładowca akademicki, autor publikacji poświęconych historii, w tym historii flagi Nowej Zelandii,
- Hana O’Regan – wykładowczyni języka maoryskiego[28].

### Proces prawodawczy
Projekt aktu prawnego niezbędnego do przeprowadzenia referendum 12 marca 2015 r. przeszedł w nowozelandzkim parlamencie pierwsze czytanie większością głosów 76 do 43. Następnie został skierowany do Komisji ds. Sprawiedliwości i Wyborów. Podczas publicznego wysłuchania Returned and Services’ Association (RSA, stowarzyszenie weteranów), wsparte przez partię Najpierw Nowa Zelandia, przeprowadziło kampanię pn. Walka o Naszą Flagę („Fight for Our Flag”), w ramach której domagało się odwrócenia kolejności pytań referendalnych, tak by Nowozelandczycy najpierw wypowiedzieli się, czy chcą zmieniać flagę, a dopiero później – na jaką. Poseł Partii Pracy Trevor Mallard przedłożył Komisji petycję podpisaną przez 30 tys. osób, które domagały się dodania do pierwszego referendum pytania o to, czy dotychczasowa flaga wymaga zmiany – podobnie zrobiono w referendum z 2011 roku dotyczącym zmiany systemu głosowania. Podczas drugiego czytania projektu ustaw reprezentantka Partii Pracy Jacinda Ardern zaproponowała wprowadzenie progu minimalnej frekwencji na poziomie 50%, którego spełnienie implikowałoby dopiero wymóg przeprowadzenia drugiego referendum. Rozwiązanie to miało zapewnić, że tak ważną decyzję podejmie większość obywateli, a także pozwoliłoby na uniknięcie zbędnych kosztów budżetowych, gdyby frekwencja okazała się być niewystarczająca. Wniosek Ardern został jednakowoż odrzucony, a projekt został przyjęty bez poprawek 29 lipca 2015 r.

## Próby angażowania opinii publicznej
W ramach próby zaangażowania społeczeństwa w proces ewentualnej zmiany flagi, zakreślono termin upływający 16 lipca, w którym można było zgłaszać projekty flag oraz sugestie odnośnie do symboliki i wartości, jakie miałyby zostać ujęte we wzorze nowej flagi. W sumie zgłoszono 10 292 projekty, spośród których wszystkie zostały opublikowane na rządowej stronie internetowej.
W ramach swojej misji członkowie Panelu przemierzyli cały kraj, dyskutując z mieszkańcami w czasie warsztatów i w maoryskich miejscach spotkań (hui). Konsultacje te cieszyły się stosunkowo małym zainteresowaniem, niemniej działania Panelu spotkały się ze sporym odzewem w przestrzeni wirtualnej – odnotowano ponad 850 tys. wejść na stronę internetową i blisko 1,2 mln odniesień w mediach społecznościowych.
Członkowie Panelu podali, iż na podstawie spotkań ustalili, że dla Nowozelandczyków najważniejszymi wartościami są: wolność, historia, równość, szacunek i rodzina; później ujawniono jednak, że w znacznie częściej obywatele skarżyli się na sam proces zmiany flagi. W zgłoszonych projektach najczęściej powtarzały się kolory: biały, niebieski, czerwony, czarny i zielony. Wśród najczęściej pojawiających się na zgłoszonych flagach elementów wymieniono Krzyż Południa, srebrną paproć oraz koru (maoryski symbol nierozwiniętego pędu paproci). Najczęściej powtarzającymi się motywami były te nawiązujące do kultury Maorysów, natury i historii.

### Długa lista propozycji
Spośród 10 292 projektów członkowie Panelu w wyniku analizy zebranych uwag stworzyli ostatecznie listę 40 propozycji, którą publicznie ogłoszono 10 sierpnia 2015 roku. Propozycje uszeregowano według nazwisk zgłaszających.
|  | Wā kāinga / Home wg projektu Studio Alexander                              |  |                                                                          | Manawa (Black & Green) wg projektu Otisa Frizzella |
|  | Land Of The Long White Cloud (Ocean Blue) wg projektu Mike’a Archera       |  | Manawa (Blue & Green) wg projektu Otisa Frizzella                        |                                                    |
|  | Land Of The Long White Cloud (Traditional Blue) wg projektu Mike’a Archera |  | Embrace (Red & Blue) wg projektu Denise Fung                             |                                                    |
|  | Huihui/Together wg projektu Svena Bakera                                   |  | Koru (Black) wg projektu Andrew Fyfe’a                                   |                                                    |
|  | Silver Fern (Black & Silver) wg projektu Svena Bakera                      |  | Koru (Blue) wg projektu Andrew Fyfe’a                                    |                                                    |
|  | Southern Cross Horizon wg projektu Svena Bakera                            |  | Unity Fern (Red & Blue) wg projektu Paula Jackwaysa                      |                                                    |
|  | Southern Koru wg projektu Svena Bakera                                     |  | White and Black Fern wg projektu Alofiego Kantera                        |                                                    |
|  | Unity Koru wg projektu Svena Bakera                                        |  | Silver Fern (Black and White) wg projektu Alofiego Kantera               |                                                    |
|  | Inclusive wg projektu Dominica Carrolla                                    |  | New Zealand Matariki wg projektu Johna Kellehera                         |                                                    |
|  | Moving Forward wg projektu Dominica Carrolla                               |  | Silver Fern (Black with Red Stars) wg projektu Kyle’a Lockwooda          |                                                    |
|  | The Seven Stars of Matariki wg projektu Matthew Clare’a                    |  | Silver Fern (Red, White and Blue) wg projektu Kyle’a Lockwooda           |                                                    |
|  | Silver Fern (Green) wg projektu Rogera Clarke’a                            |  | Silver Fern (Black & White) wg projektu Kyle’a Lockwood                  |                                                    |
|  | Curly Koru wg projektu Daniela Crayforda i Leona Cayforda                  |  | Silver Fern (Black, White and Red) wg projektu Kyle’a Lockwooda          |                                                    |
|  | Koru Fin wg projektu Daniela Crayforda i Leona Cayforda                    |  | Silver Fern (Black, White and Blue) wg projektu Kyle’a Lockwooda         |                                                    |
|  | Modern Hundertwasser koru wg projektu Tomasa Cottle’a                      |  | Pikopiko wg projektu Granta Pascoego                                     |                                                    |
|  | NZ One wg projektu Travisa Cunninghama                                     |  | Finding Unity in Community wg projektu Dave’a Sauvage’a                  |                                                    |
|  | Black Jack wg projektu Mike’a Davisona                                     |  | Fern (Green, Black & White) wg projektu Claya Sinclaira i Sandry Ellmers |                                                    |
|  | Unity Koru wg projektu Paula Densema                                       |  | Koru and Stars wg projektu Alana Trana                                   |                                                    |
|  | New Southern Cross wg projektu Wayne’a Williama Doyle’a                    |  | Raranga wg projektu Paksa Zwanikkena                                     |                                                    |
|  | Red Peak wg projektu Aarona Dustina                                        |  | Tukutuku wg projektu Paksa Zwanikkena                                    |                                                    |

## Skrócona lista propozycji
Dnia 1 września 2015 roku Panel ogłosił skróconą listę zawierającą cztery propozycje, które tym samym miały zostać poddane pod głosowanie w pierwszym referendum.
| Projekt | Autor         | Nazwa                                                                         | Uwagi |
| ------- | ------------- | ----------------------------------------------------------------------------- | --- |
|         | Alofi Kanter  | Silver Fern (Black and White) „Srebrna paproć (czarno-biała)”                 | Wariant flagi ze srebrną paprocią o unikalnym biało-czarnym wzorze. Wykorzystano przemienność kolorów i liść paproci z logo autorstwa The New Zealand Way Ltd., które gabinet Nowej Zelandii wprowadził jako tzw. markę główną, element identyfikacji wizualnej placówek rządowych. |
|         | Kyle Lockwood | Silver Fern (Red, White and Blue) „Srebrna paproć (czerwono-biało-niebieska)” | W opinii projektanta srebrna paproć reprezentuje rozwój narodu, zaś Krzyż Południa reprezentuje położenie Nowej Zelandii na Antypodach. Barwa niebieska reprezentuje czyste powietrze Nowej Zelandii i Ocean Spokojny. Czerwień reprezentuje dziedzictwo kraju oraz poczynione poświęcenia. Projekt w lipcu 2004 roku wygrał główna nagrodę w konkursie dziennika z Wellington, zaś w 2005 roku w sondażu zorganizowanym przez stację telewizyjną TV3 osiągnął najwyższy wynik, pokonując m.in. dotychczasową flagę państwową. W 2014 roku zbliżony projekt wygrał konkurs DesignCrowd. Walory estetyczne tej propozycji skrytykowali liczni artyści i dziennikarze, m.in. Hamish Keith, Paul Henry i John Oliver. Felietonista dziennika The New Zealand Herald określił projekt jako propozycję dla tych, którzy „siedzą na płocie” i nie chcą zbyt daleko idących zmian. Wzór ironicznie porównywano do opakowania ciastek Weet-Bix czy Kiwi Party Ware – zestawów jednorazowych talerzyków, a także do logo koszykarskiej ligi NBA oraz połączonych znaków partii Pracy i Narodowej. |
|         | Kyle Lockwood | Silver Fern (Black, White and Blue) „Srebrna paproć (czarno-biało-niebieska)” | Wariant flagi przedstawionej powyżej, przy czym barwę czerwoną zastąpiono czarną, zaś barwa niebieska ma inny, jaśniejszy odcień. Premier John Key w trakcie kampanii opowiedział się za tym wariantem flagi. |
|         | Andrew Fyfe   | Koru (Black) „Koru (czarne)”                                                  | Na fladze zawarto maoryski symbol koru nawiązujący do rozwijającego się pędu paproci, co tradycyjnie przedstawia nowe życie, wzrost, siłę i pokój. W tym przypadku ma również nawiązywać do flagi, chmury i baraniego rogu. Wkrótce po opublikowaniu ścisłej listy propozycji, projekt Fyfe’a w mediach społecznościowych zyskał przydomek „hipno-flagi” lub „małpiego tyłka”. |

### Krytyka wyboru
Projekty flag przedstawione na krótkiej liście propozycji spotkały się z negatywnym odbiorem części opinii publicznej, projektantów i weksylologów. Wskazane wzory został ostro skrytykowany jako nieatrakcyjne, szablonowe, nudne i zbyt zbliżone wyglądem do logo. Wiele uwag dotyczyło również tego, że cztery propozycje były zbyt do siebie podobne: zaledwie jedna nie zawiera dużego liścia paproci dzielącego płat flagi na dwie części, a dwie – mimo różnic w kolorystyce – były jednakowe pod względem wzoru. Sugerowano, że propozycje Lockwooda wyglądały raczej jak ręcznik plażowy niż flaga. Zwracano również uwagę, że Panel nie miał dostatecznych kwalifikacji do dokonania właściwego wyboru, jako że żaden z jego członków nie miał żadnych osiągnięć na polu projektowania graficznego, sztuki czy weksylologii. Członkowie Panelu mieli konsultować się ze projektantami i znawcami tematu, jednak ostatecznie okazało się, że konsultowano się z projektantami obuwia marki Nike, nie zaś ze specjalistami z zakresu weksylologii.
Były parlamentarzysta Nándor Tánczos stwierdził, że Panel uniemożliwił obywatelom wskazanie najlepszego ich zdaniem projektu, miast tego wskazując propozycje wystarczająco złe, by prawdopodobnie uniemożliwić zmianę flagi w decydującym referendum.

### Red Peak

Red Peak flag – nawiązująca do tradycyjnego wzornictwa tāniko i mitu o Rangim i Papie propozycja, która zyskała poparcie wobec niezadowolenia z czterech pierwotnych propozycji

Wobec powszechnego poczucia rozczarowania w stosunku do czterech finałowych propozycji, już 2 września w mediach społecznościowych zawiązano kampanię na rzecz włączenia do pytania referendalnego flagi nazwanej Red Peak („Czerwony szczyt”) – projektu, który spotkał się z pozytywnym odbiorem wśród zwolenników zmiany flagi, którym jednak nie podobały się wzory z liściem srebrnej paproci. Choć wzór nie został wskazany przez Panel, przez wielu był określany jako preferowana alternatywa. Skutkiem oddolnej inicjatywy była petycja, pod którą w internecie w ciągu niespełna dwóch tygodni podpisało się 50 tys. osób, a która 16 września została przedłożona w Izbie Reprezentantów przez Davida Seymoura z partii ACT.
23 września parlamentarzysta Partii Zielonych Gareth Hughes usiłował przedstawić Izbie projekt ustawy dodającej flagę z czerwonym szczytem do pierwszego referendum. Projekt został zablokowany przez partię Najpierw Nowa Zelandia. Następnie premier John Key poinformował, że projekt zostanie przeprowadzony przez parlament przez Partię Narodową, dzięki czemu flaga Red Peak została piątą propozycją uwzględnioną w listopadowo-grudniowym głosowaniu referendalnym. Key przyznał, że choć „abstrakcyjny” wzór nie był jego faworytem, to gdyby flaga Red Peak dotarła do drugiego referendum, zagłosował by na nią, a nie na flagę z 1902 roku.

## Krytyka

### „Temat zastępczy”
W trakcie dyskusji parlamentarnej przedstawiciele partii opozycyjnych zwracali uwagę, że kwestia zmiany flagi nie należała do najważniejszych tematów nurtujących nowozelandzką opinię publiczną. Sugerowano, że uwagę rządzących oraz planowane fundusze z lepszym skutkiem można by było poświęcić ważniejszym tematom: edukacji narodowej, miejscowym placówkom służby zdrowia, niedofinansowanym służbom mundurowym, ubóstwu dzieci, kłopotom związanym z transportem (w tym korkom drogowym paraliżującym Auckland), brakowi zróżnicowania ekonomicznego, imigracji, kryzysowi mieszkaniowemu, nienależycie reprezentowanej ludności maoryskiej czy też spisaniu konstytucji Nowej Zelandii. Parlamentarzyści Trevor Mallard i Phill Goff cytowali wyniki badania opinii publicznej wobec kwestii zmiany flagi. Argumentowali, że obywatele co do zasady negatywnie odnosili się do pomysłu zmiany flagi państwowej, wobec czego planowane referenda w ogóle nie były konieczne.

### Koszty
Partie opozycyjne, Barry Clark (prezes RSA) oraz inni przedstawiciele społeczeństwa krytykowali plany referendów mających kosztować ok. 26 mln dolarów, a które to środki można by było ich zdaniem spożytkować w lepszy sposób. Raz jeszcze negatywne opinie opinii publicznej zaczęły pojawiać się, gdy Panel rozpoczął ogólnokrajowe konsultacje. Liczne organizacje dobroczynne wykazywały, w jaki sposób 26 mln dolarów przyczyniłoby się zwalczania ubóstwa, poprawy publicznej służby zdrowia czy edukacji. Wskazywano również, że warta 4 mln dolarów kampania społeczna nie przyniosła wymiernych rezultatów i kontrastowała z mierną frekwencją – dla przykładu, na spotkaniu w Christchurch zjawiło się zaledwie 10 osób.
John Key bronił decyzji o rozpisaniu referendów, twierdząc, że jest to jednorazowy koszt, jaki trzeba ponieść za w pełni demokratyczny proces, który – niezależnie od wyniku głosowań – rozstrzygnie kwestię flagi na kolejne 50 do 100 lat. David King, autor wydanego przez Ministerstwo Sprawiedliwości raportu zauważył, że silniejsza marka kraju może przyczynić się do późniejszego zwiększenia przychodów państwa, szczególnie w dziedzinie eksportu dóbr przemysłowych i turystyki.

### Stronniczość
Publiczny opór wobec zmiany flagi kontrastował również z wyraźnym dążeniem premiera Johna Keya, by przeprowadzić referenda, wobec czego opozycyjni parlamentarzyści zarzucili mu „próżne przedsięwzięcie” czyniące zadość populistycznemu hasłu „chleba i igrzysk”. Partia Najpierw Nowa Zelandia oskarżyła ekipę rządzącą o umyślne odwracanie uwagi publicznej od ubóstwa i problemów mieszkaniowych.
Liczni przedstawiciele parlamentu zwracali uwagę na stronniczość, jaką ich zdaniem cechował się cały proces, w tym przedstawiane dokumenty. Trevor Mallard i Phil Goff (Partia Pracy) dowodzili, że ostateczna lista członków Panelu zawierała wyłącznie nazwiska wskazane przez Partię Narodową, podczas gdy kandydaci do tego grona byli w większości neutralni. Kennedy Graham (Partia Zielonych) ze sceptycyzmem odniósł się do rządowego uzasadnienia projektu i zawartego w nim stwierdzenia, że inicjatywa prawodawcza jest następstwem istniejącej już wcześniej debaty publicznej – udowadniał, iż przeciwnie, dyskusja w przestrzeni publicznej była następstwem ogłoszenia pomysłu o rozpisaniu referendów. Denis O’Rourke (Najpierw Nowa Zelandia) wskazywał, że procedura wyłaniania propozycji była w swojej istocie niedemokratyczna, gdyż członkowie Panelu przedstawili Nowozelandczykom do oceny warianty nowej flagi jeszcze zanim zadano pytanie, czy w ogóle opowiadają się oni za zmianą, przez co całe postępowanie można uznać za w założeniu zmanipulowane. Stuart Nash (Partia Pracy) cytując urzędowe opracowanie ws. wpływu zmiany flagi („Regulatory Impact Statement”), udowadniał, że ograniczona liczba elementów pozostawionych do decyzji wyborców była zabiegiem celowym, wynikającym ze wstępnych założeń rządzącej Partii Narodowej, co miało wypaczyć wyniki całego procesu.
Analiza, jaką zewnętrzny podmiot wykonał na zamówienie portalu internetowego StandFor.co.nz wykazała, że negatywne głosy kierowane w stronę Panelu zostały pominięte w końcowym raporcie tego grona oraz w szeroko rozpowszechnionej przezeń graficznej chmurze znaczników. W udostępnionej przez stronę rządową chmurze największe (a więc w domyśle – najczęściej powtarzające się) było określenie „równość, wolność”, które według niezależnej analizy pojawiło się w 4,89% komentarzy. Autorzy badania wskazali, że znacznie częściej w komentarzach pojawiały się sformułowania odnoszące się do „zachowania dotychczasowej flagi” (31,96%) czy „marnotrawstwa pieniędzy” (19,32%). Poseł Trevor Mallard zasugerował, że proces okołoreferendalny był przykładem socjotechnicznej metody „spin”, zaś Panel dążąc do zmiany flagi, wykraczał poza swój – z natury neutralny – mandat publiczny.
Ujawnione dokumenty wykazały, że członkini Panelu ds. rozpatrzenia kwestii flag Julie Christie była w tym samym czasie członkiem New Zealand Story, ciała New Zealand Trade and Enterprise (rządowej agencji ds. rozwoju przemysłu i promocji handlu) i w związku z tym „formalnie zgodziła się popierać flagę zawierającą FernMark” (nowozelandzką markę główną) „w każdym zgłoszonym projekcie”. Wzór ten znalazł się na zgłoszonej przez Alofiego Kantera fladze Silver Fern (Black and White), która ostatecznie została jedną z pięciu finałowych propozycji. Christie przyznała, że można potraktować tę sytuację jako konflikt interesów, jednak uznała go za nieistotny.

### Kolejność pytań
Podczas pierwszego czytania projektu ustawy Partia Pracy, Partia Najpierw Nowa Zelandia, Partia Zielonych i Māori Party wyraziły swoje niezadowolenie z kolejności zadawanych pytań. Wskazywano, że wyborcy najpierw powinni zdecydować, czy chcą zmienić flagę, a dopiero w wypadku odpowiedzi twierdzącej należało przejść do drugiego referendum, ewentualnie należało oba pytania zadać jednocześnie. Sugerowano, że takie rozwiązanie mogłoby zaoszczędzić miliony dolarów. Z kolei David Seymour (przedstawiciel ACT New Zealand w międzypartyjnej grupie parlamentarnej) przyznał, że zaplanowana kolejność pytań ma sens, gdyż – jak sugerował – głosujący powinni mieć możliwość zapoznania się z propozycjami, nim podejmą ostateczną decyzję odnośnie do samej zmiany. Profesor John Burrows, przewodniczący Panelu przyznał mu rację, uznając, że zaznajomienie się z sugerowanymi wzorami stanowi podstawę do podjęcia świadomego wyboru ich dotyczącego.

### Czas przeprowadzenia
Parlamentarzyści wyrażali także swoje zaniepokojenie czasem, na jaki zaplanowano referenda. Część była zdegustowana faktem, że projekt przedłożono tuż przed setną rocznicą bitwy o Gallipoli, inni wskazywali na nadmierny pośpiech, zaś Louisa Wall z Partii Pracy stwierdziła, że żadne ważne wydarzenie nie uzasadniało złożenia ustawy akurat w tym okresie. Nándor Tánczos wyraził powszechne przekonanie, że usuwanie symbolu brytyjskiego zwierzchnictwa bez faktycznego usunięcia z aktów konstytucyjnych zależności od Wielkiej Brytanii byłoby tylko pustym gestem.

### Włączenie flagi Red Peak
We wrześniu 2015 roku do pierwotnej listy czterech propozycji włączono flagę Red Peak po tym, jak internetową petycję w tej sprawie podpisało 50 000 osób. Lider Najpierw Nowa Zelandia Winston Peters i były współpracownik Partii Narodowej Grant McLachlan stwierdzili, że zamiast przedstawić opinii publicznej szersze spektrum propozycji, włączono doraźnie projekt, który zyskał niereprezentatywne poparcie w ramach kampanii w mediach społecznościowych. McLachlan wykazał, że internetowe podpisy łatwo podrobić, szesnastokrotnie podpisując się pod petycją – zarówno w imieniu własnym, jak i w imieniu parlamentarzystów. Kampanii zarzucono wątpliwą wiarygodność, zaś gabinet skrytykowano za rozpoznanie petycji bez rzetelnego sprawdzenia kwestii formalnych.

## Wyniki

### Pierwsze referendum
Pytanie „Gdyby flaga Nowej Zelandii miała ulec zmianie, który wzór by Pani/Pan wybrała/wybrał?”

Wariant A
Wariant B
Wariant C
Wariant D
Wariant E

Głosowanie w pierwszym referendum rozpoczęło się 20 listopada 2015 roku a zakończyło trzy tygodnie później 11 grudnia 2015 roku. Wstępne wyniki podano w nocy 11 grudnia, oficjalne ogłoszono 15 grudnia.
W głosowaniu wykorzystano system preferencyjny – wyborcy mieli uszeregować pięć propozycji według własnych upodobań. Karty na których jako preferowany wskazano wariant z najmniejszą w sumie liczbą głosów zaliczane były przy kolejnym przeliczeniu na rzecz wariantów z kolejnych miejsc w szeregu preferencji – aż do ostatecznego przeliczenia, w którym uwzględniano jedynie dwa warianty. Propozycja z największą liczbą głosów po końcowym przeliczeniu przechodziła do kolejnego referendum, w którym pojawić się miała obok dotychczasowej flagi.
Przeciwnicy zmiany flagi państwowej nawoływali do niegłosowania, oddawania głosów nieważnych lub rozmyślnego głosowania w ramach protestu na najgorszą ich zdaniem propozycję.
| Wariant              | Pierwszy wybór       | Pierwszy wybór       | Drugie przeliczenie | Drugie przeliczenie | Trzecie przeliczenie | Trzecie przeliczenie | Ostateczne przeliczenie | Ostateczne przeliczenie |
| Wariant              | Liczba głosów        | %                    | Liczba głosów       | %                   | Liczba głosów        | %                    | Liczba głosów           | %                       |
| -------------------- | -------------------- | -------------------- | ------------------- | ------------------- | -------------------- | -------------------- | ----------------------- | ----------------------- |
| Wariant A            | 559 587              | 40,15                | 564 660             | 40,85               | 613 159              | 44,77                | 670 790                 | 50,58                   |
| Wariant E            | 580 241              | 41,64                | 584 442             | 42,28               | 607 070              | 44,33                | 655 466                 | 49,42                   |
| Wariant B            | 122 152              | 8,77                 | 134 561             | 9,73                | 149 321              | 10,90                |                         |                         |
| Wariant D            | 78 925               | 5,66                 | 98 595              | 7,13                |                      |                      |                         |                         |
| Wariant C            | 52 710               | 3,78                 |                     |                     |                      |                      |                         |                         |
| Łącznie              | 1 393 615            | 100,00               | 1 382 258           | 100,00              | 1 369 550            | 100,00               | 1 326 256               | 100,00                  |
| Głosy nieprzechodnie | Głosy nieprzechodnie | Głosy nieprzechodnie | 11 357              | 0,73                | 24 065               | 1,56                 | 67 359                  | 4,35                    |
| Głosy wadliwe        | Głosy wadliwe        | Głosy wadliwe        | Głosy wadliwe       | Głosy wadliwe       | Głosy wadliwe        | Głosy wadliwe        | 149 747                 | 9,68                    |
| Głosy nieważne       | Głosy nieważne       | Głosy nieważne       | Głosy nieważne      | Głosy nieważne      | Głosy nieważne       | Głosy nieważne       | 3 372                   | 0,22                    |
| Suma głosów          | Suma głosów          | Suma głosów          | Suma głosów         | Suma głosów         | Suma głosów          | Suma głosów          | 1 546 734               | 100,00                  |
| Frekwencja           | Frekwencja           | Frekwencja           | Frekwencja          | Frekwencja          | Frekwencja           | Frekwencja           | 48,78%                  | 48,78%                  |

Określenie „głosy nieprzechodnie” dotyczy kart, które nie mogły być zaliczone po zastosowaniu kolejnego przeliczenia, jako że wszystkie wskazane preferencje zostały już wcześniej wykorzystane.

Określenie „głosy wadliwe” dotyczy kart, na których głosujący nie wskazał swojego pierwszego wyboru w sposób dostatecznie wyraźny.

Określenie „głosy nieważne” dotyczy kart nieczytelnych lub anulowanych.

### Drugie referendum
Jak powinna wyglądać flaga Nowej Zelandii?

Wariant I (wzór proponowany)
Wariant II (wzór dotychczasowy)

Drugie referendum rozpoczęło się 3 marca 2016 r. i zakończyło się trzy tygodnie później, 24 marca 2016 r. Zwrócono się do głosujących z prośbą o wybór pomiędzy dotychczasową flagą Nowej Zelandii a propozycją Kyle’a Lockwooda wyłonioną w pierwszym referendum. 24 marca podano wstępne wyniki sugerujące, że za utrzymaniem dotychczasowej flagi było 56,6% głosujących, zaś za propozycją ze srebrną paprocią opowiedziało się 43,2%. Oficjalne wyniki ogłoszono ostatecznie 30 marca.
| Wariant                         | Liczba głosów | %      |
| ------------------------------- | ------------- | ------ |
| Wariant I (wzór proponowany)    | 921 876       | 43,27  |
| Wariant II (wzór dotychczasowy) | 1 208 702     | 56,73  |
| Łącznie                         | 2 130 578     | 100,00 |
| Głosy wadliwe                   | 5044          | 0,21   |
| Głosy nieważne                  | 5273          | 0,23   |
| Suma głosów                     | 2 140 895     | 100,00 |
| Frekwencja                      | 67,78%        | 67,78% |

Określenie „głosy wadliwe” dotyczy kart, na których głosujący nie wskazał swojego pierwszego wyboru w sposób dostatecznie wyraźny.

Określenie „głosy nieważne” dotyczy kart nieczytelnych lub anulowanych.

#### Wyniki z podziałem na okręgi wyborcze
Wariant I (proponowany)
     Wariant II (dotychczasowy)

Wyniki drugiego referendum, z marca 2016 roku, z podziałem na okręgi wyborcze
Wariant I (proponowany)
Wariant II (dotychczasowy)

Spośród 71 nowozelandzkich okręgów wyborczych jedynie w sześciu zwyciężyli zwolennicy zmiany flagi. Były to okręgi Bay of Plenty, Clutha-Southland, East Coast Bays, Ilam, Selwyn i Tāmaki.
| Okręg wyborczy        | Wariant I     | Wariant I | Wariant II    | Wariant II | Wadliwe | Nieważne | Frekwencja |
| Okręg wyborczy        | Liczba głosów | %         | Liczba głosów | %          | Wadliwe | Nieważne | Frekwencja |
| --------------------- | ------------- | --------- | ------------- | ---------- | ------- | -------- | ---------- |
| Auckland Central      | 9466          | 43,37     | 12 359        | 56,63      | 75      | 91       | 60,95%     |
| Bay of Plenty         | 18 288        | 51,55     | 17 188        | 48,45      | 64      | 67       | 74,91%     |
| Botany                | 13 925        | 48,40     | 14 844        | 51,60      | 63      | 37       | 60,39%     |
| Christchurch Central  | 12 643        | 43,45     | 16 455        | 56,55      | 67      | 65       | 68,11%     |
| Christchurch East     | 12 269        | 41,80     | 17 080        | 58,20      | 46      | 54       | 69,83%     |
| Clutha-Southland      | 16 689        | 50,52     | 16 343        | 49,48      | 38      | 54       | 74,59%     |
| Coromandel            | 17 074        | 45,36     | 20 567        | 54,64      | 70      | 71       | 76,82%     |
| Dunedin North         | 10 077        | 35,74     | 18 121        | 64,26      | 101     | 61       | 65,93%     |
| Dunedin South         | 13 494        | 38,43     | 21 618        | 61,57      | 73      | 54       | 75,83%     |
| East Coast            | 14 108        | 42,40     | 19 163        | 57,60      | 66      | 71       | 70,90%     |
| East Coast Bays       | 15 422        | 51,17     | 14 714        | 48,83      | 57      | 63       | 68,44%     |
| Epsom                 | 16 010        | 49,80     | 16 140        | 50,20      | 67      | 101      | 66,95%     |
| Hamilton East         | 14 035        | 48,00     | 15 202        | 52,00      | 79      | 48       | 64,64%     |
| Hamilton West         | 13 196        | 44,70     | 16 328        | 55,30      | 51      | 60       | 64,91%     |
| Helensville           | 13 860        | 43,35     | 18 115        | 56,65      | 63      | 63       | 73,14%     |
| Hunua                 | 15 538        | 46,52     | 17 864        | 53,48      | 45      | 55       | 72,14%     |
| Hutt South            | 14 531        | 42,94     | 19 306        | 57,06      | 83      | 299      | 70,72%     |
| Ilam                  | 16 226        | 50,85     | 15 684        | 49,15      | 60      | 77       | 72,50%     |
| Invercargill          | 12 992        | 39,96     | 19 521        | 60,04      | 48      | 47       | 72,42%     |
| Kaikoura              | 16 979        | 46,93     | 19 204        | 53,07      | 83      | 48       | 77,46%     |
| Kelston               | 8450          | 35,03     | 15 673        | 64,97      | 60      | 66       | 57,89%     |
| Mana                  | 13 207        | 43,23     | 17 341        | 56,77      | 84      | 67       | 66,92%     |
| Māngere               | 5054          | 29,00     | 12 375        | 71,00      | 57      | 54       | 42,39%     |
| Manukau East          | 5337          | 32,39     | 11 142        | 67,61      | 58      | 31       | 41,31%     |
| Manurewa              | 6308          | 34,39     | 12 032        | 65,61      | 66      | 45       | 45,19%     |
| Maungakiekie          | 10 970        | 40,89     | 15 861        | 59,11      | 67      | 75       | 58,95%     |
| Mount Albert          | 11 144        | 38,48     | 17 815        | 61,52      | 88      | 73       | 63,13%     |
| Mount Roskill         | 11 240        | 41,58     | 15 795        | 58,42      | 71      | 65       | 59,09%     |
| Napier                | 14 452        | 41,75     | 20 165        | 58,25      | 87      | 94       | 75,60%     |
| Nelson                | 17 185        | 47,96     | 18 648        | 52,04      | 111     | 80       | 74,09%     |
| New Lynn              | 10 664        | 39,50     | 16 335        | 60,50      | 63      | 68       | 60,48%     |
| New Plymouth          | 17 342        | 49,18     | 17 921        | 50,82      | 77      | 81       | 72,48%     |
| North Shore           | 17 361        | 49,50     | 17 714        | 50,50      | 74      | 91       | 71,42%     |
| Northcote             | 13 362        | 43,72     | 17 202        | 56,28      | 86      | 52       | 66,00%     |
| Northland             | 13 433        | 39,18     | 20 848        | 60,82      | 89      | 97       | 74,12%     |
| Ōhāriu                | 15 055        | 46,01     | 17 669        | 53,99      | 79      | 102      | 72,79%     |
| Ōtaki                 | 15 316        | 42,45     | 20 768        | 57,55      | 79      | 63       | 76,98%     |
| Pakuranga             | 14 409        | 46,78     | 16 391        | 53,22      | 59      | 59       | 66,76%     |
| Palmerston North      | 12 505        | 41,96     | 17 295        | 58,04      | 67      | 77       | 69,48%     |
| Papakura              | 12 175        | 40,95     | 17 557        | 59,05      | 42      | 67       | 63,61%     |
| Port Hills            | 16 709        | 45,91     | 19 689        | 54,09      | 99      | 61       | 74,84%     |
| Rangitata             | 17 095        | 48,27     | 18 322        | 51,73      | 57      | 39       | 75,74%     |
| Rangitīkei            | 14 672        | 43,95     | 18 710        | 56,05      | 42      | 71       | 76,95%     |
| Rimutaka              | 13 016        | 40,11     | 19 438        | 59,89      | 74      | 63       | 69,77%     |
| Rodney                | 18 070        | 47,45     | 20 009        | 52,55      | 86      | 56       | 76,47%     |
| Rongotai              | 11 382        | 37,20     | 19 215        | 62,80      | 124     | 121      | 66,52%     |
| Rotorua               | 13 428        | 43,67     | 17 324        | 56,33      | 65      | 62       | 70,82%     |
| Selwyn                | 18 604        | 51,73     | 17 361        | 48,27      | 61      | 45       | 79,43%     |
| Tāmaki                | 16 992        | 51,98     | 15 697        | 48,02      | 75      | 82       | 71,40%     |
| Taranaki-King Country | 15 477        | 48,11     | 16 692        | 51,89      | 59      | 98       | 75,22%     |
| Taupō                 | 16 312        | 46,96     | 18 421        | 53,04      | 73      | 47       | 73,78%     |
| Tauranga              | 17 554        | 49,82     | 17 683        | 50,18      | 76      | 64       | 73,79%     |
| Te Atatū              | 10 280        | 37,98     | 16 789        | 62,02      | 70      | 46       | 61,06%     |
| Tukituki              | 14 486        | 43,34     | 18 939        | 56,66      | 63      | 70       | 72,93%     |
| Upper Harbour         | 12 621        | 44,12     | 15 984        | 55,88      | 55      | 59       | 62,86%     |
| Waikato               | 16 570        | 47,72     | 18 150        | 52,28      | 59      | 63       | 74,81%     |
| Waimakariri           | 17 337        | 48,94     | 18 085        | 51,06      | 58      | 40       | 78,14%     |
| Wairarapa             | 15 306        | 43,16     | 20 159        | 56,84      | 88      | 66       | 75,50%     |
| Waitaki               | 19 092        | 49,52     | 19 462        | 50,48      | 85      | 36       | 77,95%     |
| Wellington Central    | 12 124        | 41,05     | 17 410        | 58,95      | 144     | 136      | 65,27%     |
| West Coast-Tasman     | 14 158        | 41,96     | 19 582        | 58,04      | 101     | 53       | 75,17%     |
| Whanganui             | 13 761        | 40,90     | 19 888        | 59,10      | 61      | 71       | 73,01%     |
| Whangarei             | 14 671        | 41,38     | 20 781        | 58,62      | 67      | 55       | 73,81%     |
| Wigram                | 11 679        | 43,03     | 15 465        | 56,97      | 56      | 67       | 67,88%     |
| Hauraki-Waikato       | 3996          | 25,50     | 11 672        | 74,50      | 54      | 72       | 45,70%     |
| Ikaroa-Rāwhiti        | 3817          | 22,72     | 12 985        | 77,28      | 76      | 125      | 49,01%     |
| Tāmaki Makaurau       | 3396          | 22,11     | 11 967        | 77,89      | 68      | 100      | 44,80%     |
| Te Tai Hauāuru        | 4190          | 26,02     | 11 912        | 73,98      | 81      | 80       | 50,04%     |
| Te Tai Tokerau        | 3755          | 21,19     | 13 966        | 78,81      | 84      | 100      | 51,24%     |
| Te Tai Tonga          | 5479          | 31,95     | 11 667        | 68,05      | 55      | 73       | 51,15%     |
| Waiariki              | 4056          | 23,90     | 12 915        | 76,10      | 65      | 64       | 48,67%     |
| Nieidentyfikowalne    | —             | —         | —             | —          | —       | 195      | —          |
| Łącznie               | 921 876       | 43,27     | 1 208 702     | 56,73      | 5044    | 5273     | 67,78%     |

### Nieprawidłowości wyborcze
Po zakończeniu pierwszego referendum Komisja Wyborcza zgłosiła policji siedem przypadków osób głosujących więcej niż jeden raz.
W dniach 8 i 9 marca 2016 r. Komisja poinformowała policję o czterech dalszych zdarzeniach. Wśród nich znalazł się przypadek mężczyzny z Auckland, który rzekomo zagłosował przy użyciu 300 kart wyborczych skradzionych ze skrzynek pocztowych.
Głosowanie więcej niż jeden raz określane jest angielskim mianem „personation” (podszywanie się pod inną osobę) i stanowi przestępstwo wyborcze zarówno na mocy nowozelandzkiego prawa wyborczego jak i samej ustawy o referendach. Osoba uznana za winną tego czynu podlega karze do dwóch lat pozbawienia wolności lub karze grzywny do 40 tys. dolarów z obowiązkowym pozbawieniem czynnego prawa wyborczego na trzy lata.